# Jan Hendrik van Kinsbergen

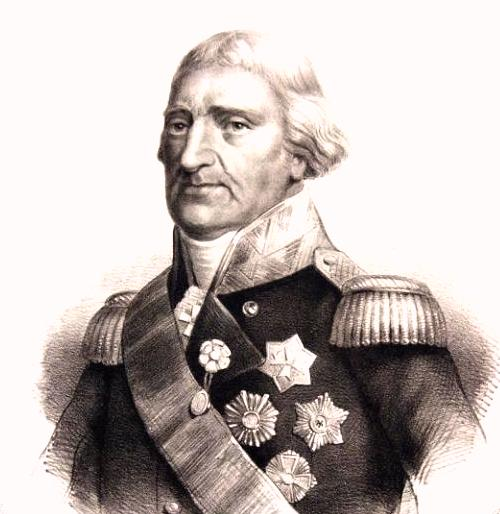
Jan Hendrik van Kinsbergen.

Jan Hendrik van Kinsbergen, född 1 maj 1735 i Doesburg, död 22 maj 1819, var en holländsk amiral och greve av Doggerbank.
Jan Hendrik van Kinsbergen inträdde vid 15 års ålder i den holländska flottan och blev kommendör 1762. Sedan han i rysk örlogstjänst besegrat turkiska flottan i Svarta havet den 2 september 1773 under rysk-turkiska kriget, återvände han 1775 till Holland, och deltog med utmärkelse i sjöstriden vid Doggers bankar mot engelsmännen den 5 augusti 1781. Han förde under 1790-talets första år befälet mot fransmännen till sjöss, men fick avsked vid Bataviska republikens upprättande 1795 och trädde i dansk tjänst. Han utnämndes 1808 till marskalk vid flottan av kung Ludvig av Holland, och senare till greve, till fransk greve och senator (1811) av Napoleon I och till amirallöjtnant av Vilhelm I.
van Kinsbergen författade flera skrifter rörande sjöväsendet.